# Савицкий, Александр Владимирович
Александр Владимирович Савицкий (род. 20 марта 1971, Темиртау, Карагандинская область) — советский и казахстанский пловец, специализировавшийся в брассе и комбинированном плавании. Участник трёх Олимпийских игр 1992, 1996 и 2000 годов.

## Биография
Александр Савицкий родился 20 марта 1971 в Темиртау.

## Карьера
В 1991 году Савицкий принял участие на трёх этапах Кубка мира. В Германии он дважды выиграл бронзовую медаль в плавании на 100 и 200 метров комбинированным стилем. В СССР дважды стал четвёртым на этих дистанциях. В Великобритании стал четвёртым на 200 метровой дистанции и вторым на стометровой.
В 1992 году принял участие на Олимпийских играх в Барселоне, не сумев преодолеть квалификационный раунд. Он финишировал на 19-м месте в комплексном плавании на 200 метров и стал 38-м в плавании брассом на 200 м.
В 1994 году стал четвёртом на этапе Кубка мира в Германии на дистанции 100 метров. На чемпионате мира в Италии принял участие на дистанции 100 м брассом и 200 м комплексом, но занял 35-е и 29-е места в первом раунде и не прошёл в следующий раунд. В том же году на Азиатских играх в Японии стал четвёртым на дистанции 100 м брассом и пятым на 200 м комплексным плаванием.
В 1996 году принял участие на вторых для себя Олимпийских играх, которые состоялись в Атланте. Он занял 38-е место в плавании брассом на 100 метров и 31-е на двухсотметровой дистанции комплексом.
В 1998 году Савицкий стал седьмым на дистанции 100 метров брассом на Азиатских играх в Таиланде.
В 2000 году принял участие на своих третьих Олимпийских играх в Сиднее, но стал лишь 54-м на дистанции 100 м брассом.